# Saxifraga sect. Porphyrion
Saxifraga sect. Porphyrion es una sección del género Saxifraga. Contiene las siguientes especies:

## Especies
- Saxifraga aizoides L.
- Saxifraga aretioides Lapeyr.
- Saxifraga biflora All.
- Saxifraga burseriana L.
- Saxifraga caesia L.
- Saxifraga diapensioides Bellardi
- Saxifraga federici-augusti Biasol.
- Saxifraga ferdinandi-coburgi J. Kellerer & Sünd.
- Saxifraga juniperifolia Adams
- Saxifraga luteoviridis Schott & Kotschy
- Saxifraga marginata Sternb.
- Saxifraga media Gouan,
- Saxifraga mutata L.
- Saxifraga oppositifolia L.
- Saxifraga porophylla Bertol.
- Saxifraga retusa Gouan)
- Saxifraga rudolphiana W.D.J.Koch
- Saxifraga sancta Griseb.
- Saxifraga scardica Griseb.
- Saxifraga sempervivum C. Koch
- Saxifraga spruneri Boiss.
- Saxifraga squarrosa Sieber
- Saxifraga stribrnyi (Velen.) Podp.
- Saxifraga tombeanensis Boiss.
- Saxifraga vandellii Sternb.